# 普雷勒 (萨瓦省)
普雷勒（法語：Presle，法語發音：[pʁɛl]）是法国萨瓦省的一个市镇，属于尚贝里区。

## 地理
普雷勒（45°27'16"N, 6°8'18"E）面积11.58 平方千米，位于法国奥弗涅-罗讷-阿尔卑斯大区萨瓦省，该省份为法国东部省份，历史上为薩伏依的一部分，北起上萨瓦省，西接伊泽尔省和安省，南部和东部与上阿尔卑斯省和意大利接壤。
与普雷勒接壤的市镇（或旧市镇、城区）包括：勒韦尔内伊、瓦尔热隆拉罗谢特。

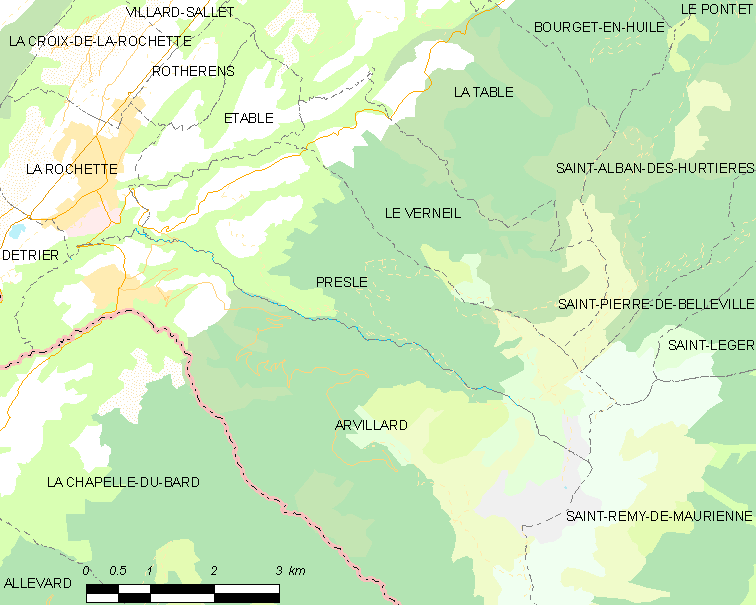
的OSM定位图

普雷勒的时区为UTC+01:00、UTC+02:00（夏令时）。

## 行政
普雷勒的邮政编码为73110，INSEE市镇编码为73207。

## 政治
普雷勒所属的省级选区为蒙梅利扬县。

## 人口

1962-2008年间人口变化图示

普雷勒于2022年1月1日时的人口数量为434人。